# 126A busz (Budapest)
A budapesti 126A jelzésű autóbusz Káposztásmegyer, Szilas-patak és Káposztásmegyer, Mogyoródi-patak között közlekedett. A viszonylatot az ArrivaBus üzemeltette.

## Története
2007. szeptember 3-ától a 124-es és a Dunakeszi, Auchan áruházig közlekedő 125-ös járat összevonásra került, a jelzése 126-osra változott, míg a korábbi 126-osé 126A lett.
2010. március 29-től ezen a vonalon is csak az első ajtónál lehet felszállni.
2014. szeptember 15-étől csak ünnepnapokon közlekedik a 126-os busz helyett.
2015. március 15-étől 2016. április 10-éig vasárnaponként is közlekedett a 126-os busz helyett.
2024. augusztus 4-én üzemzárással megszűnt, szerepét 11-étől a Mogyoródi-patakig meghosszabbított 296A, és a bővebb üzemidőben közlekedő 296-os busz vette át.

## Útvonala
| Káposztásmegyer, Mogyoródi-patak felé |
| Káposztásmegyer, Szilas-patak vá. – Óceánárok utca – Farkaserdő utca – Homoktövis utca – Külső Szilágyi út – Káposztásmegyer, Mogyoródi-patak vá.                                                    |
| Káposztásmegyer, Szilas-patak felé |
| Káposztásmegyer, Mogyoródi-patak vá. – Külső Szilágyi út – Homoktövis utca – Megyeri út – Külső Szilágyi út – Homoktövis utca – Farkaserdő utca – Óceánárok utca – Káposztásmegyer, Szilas-patak vá. |

## Megállóhelyei
Az átszállás kapcsolatok között az azonos, de hosszabb útvonalon közlekedő 126-os busz nincs feltüntetve.
| 0  | Káposztásmegyer, Szilas-patak végállomás          | 10 | 20E, 296, 296A 14 |
| 0  | Hajló utca                                        | 9  | 20E, 296, 296A    |
| 1  | Művelődési Központ                                | 8  | 20E, 296, 296A    |
| 2  | Gimnázium                                         | 7  | 296               |
| 3  | Dunakeszi utca                                    | 6  | 296               |
| 4  | Kordován tér                                      | 5  | 296               |
| 5  | Szíjgyártó utca                                   | 5  | 296               |
| 6  | Homoktövis utca (Óvoda)                           | 4  | 296 14            |
| 8  | Káposztásmegyer, Megyeri út (↓) Sárpatak utca (↑) | 3  | 30, 296 14        |
| 9  | Székpatak utca                                    | ∫  | 30                |
| ∫  | Homoktövis utca / Megyeri út                      | 2  | 30, 296           |
| ∫  | Homoktövis iskola                                 | 1  | 30, 296           |
| 10 | Káposztásmegyer, Mogyoródi-patak végállomás       | 0  | 30, 296           |